# Aphelandra acanthifolia
Aphelandra acanthifolia är en akantusväxtart som beskrevs av William Jackson Hooker. Aphelandra acanthifolia ingår i släktet Aphelandra och familjen akantusväxter. Inga underarter finns listade i Catalogue of Life.